# 根纳季·萨拉法诺夫
根纳季·瓦西里耶维奇·萨拉法诺夫（俄语：Геннадий Васильевич Сарафанов，1942年—2005年）是苏联宇航员，空军飞行员。

## 生平
1942年出生于薩拉托夫州的农村，在薩拉托夫长大。1963年加入苏联共产党。1964年毕业于巴拉紹夫高等军事飞行员学院。1965年入选宇航员队伍。
1974年8月26日，他和焦明乘坐联盟15号升空，与礼炮3号空间站自动对接失败，提前降落地面。这是金刚石计划的一部分。
之后他在加加林宇航员培训中心工作。1986年7月退役。2005年9月29日去世，享年64岁。

## 荣誉
- 蘇聯英雄荣誉称号、金星奖章、列寧勳章（1974年9月2日）
- 拜科努尔荣誉市民（1977年）[4]
- 薩拉托夫荣誉市民

## 军衔
- 上尉（1966年12月13日）
- 大尉（1968年10月16日）
- 少校（1971年5月24日）
- 中校（1974年5月7日）
- 上校（1974年9月2日）